# Ichirō Nagai
Ichirō Nagai (永井 一郎, Nagai Ichirō), né le 10 mai 1931 à Ikeda, et mort dans un hôtel le 27 janvier 2014 est un seiyū. Il travaillait pour Aoni Production.

## Rôles
- Isaac Nétéro (Hunter x Hunter (2011))
- Akuma-kun (ja) (Dr Faust)
- Bikkuriman (Shama Khan)
- Cyborg 009 1968 (Chang Changku/Cyborg 006)
- Cyborg 009 1979 (Odin)
- Devilman (Alphonse)
- Dr Slump (Grand-père de Senbei)
- Dragon Ball (Tsuru Sennin, Maître Karin)
- Dragon Ball Z (Maître Karin)
- Dragon Ball Z Kai (Maître Karin)
- Conan, le fils du futur (Dyce)
- Flo et les Robinson suisses (Morton)
- Getter Robo Go (Professor Tachibana)
- Hajime no Ippo: Rising (Coach Nekota Ginpachi)
- Kitaro le repoussant 1968, 1971, 1985 (Konaki Jijii)
- Les Chroniques de la guerre de Lodoss (Narrateur)
- Marc et Marie (Lt. Hanamura)
- Kinnikuman: Showdown! The 7 Justice Supermen vs. The Space Samurais (Black King)
- Legend of the Galactic Heroes (Thomas von Stockhausen)
- Master Keaton (Taihei Hiraga)
- Mobile Suit Gundam (Narrateur, Degwin Sodo Zabi, Akahana)
- Moretsu Atarou 1969 (Batsugorou)
- Pokémon (Professeur Nanba)
- Ranma ½ (Happosai)
- Sazae-san (Namihei Isono, Umihei Isono)
- Soreike! Anpanman (Furudokei-san)
- Space Battleship Yamato (Dr Sakezo Sado, Chief Hikozaemon Tokugawa)
- Spiral: suiri no kizuna (Raizo Shiranagatani)
- Steam Detectives (Glummy)
- Tatakae!! Ramenman (Narrateur, Chén Zōng-Míng)
- The Cockpit : Soldat Kodai
- Urusei Yatsura (Sakuranbou/Cherry)
- Wansa-kun (Megane)
- Yamato 2520 (Shima)
- Yawara! (Jigorou Inokuma)